# Lichtenau im Mühlkreis
Lichtenau im Mühlkreis ist eine Gemeinde in Oberösterreich im Bezirk Rohrbach im oberen Mühlviertel mit 475 Einwohnern (Stand 1. Jänner 2024). Der zuständige Gerichtsbezirk ist Rohrbach in Oberösterreich.

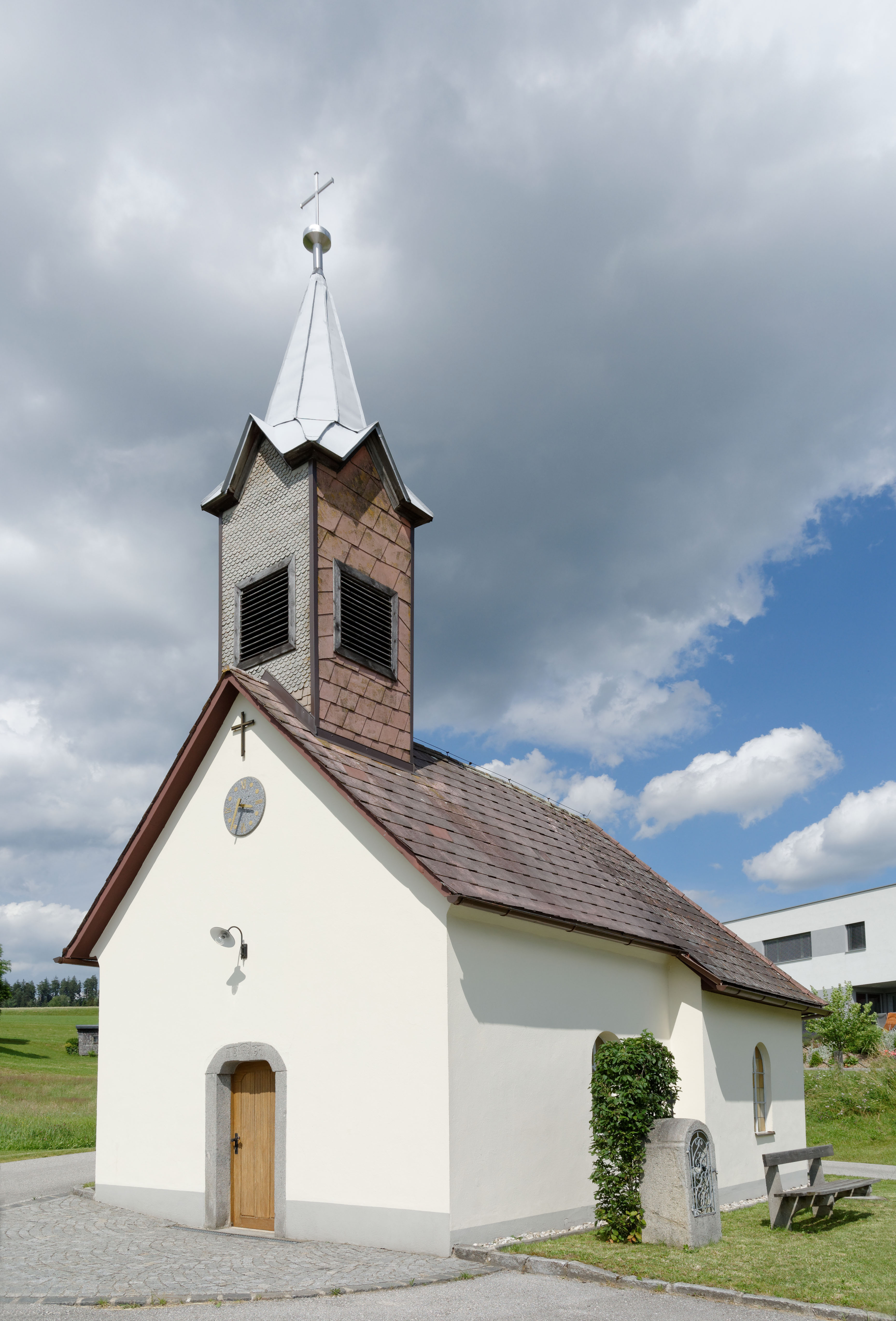
Kapelle Lichtenau im Mühlkreis

## Geografie
Lichtenau im Mühlkreis  liegt auf 553 Meter Höhe im oberen Mühlviertel. Das größte Gewässer ist die Große Mühl, die auch die Grenze im Südwesten bildet. Die Ausdehnung beträgt von Nord nach Süd 5,8 und von West nach Ost 3,4 Kilometer. Die Gesamtfläche umfasst 9,92 Quadratkilometer, davon sind 37 Prozent bewaldet, 56 Prozent werden landwirtschaftlich genutzt.

### Gliederung
Das Gemeindegebiet umfasst folgende Ortschaften (in Klammern Einwohnerzahl Stand 1. Jänner 2024):
- Damreith (64)
- Hinternberg (11)
- Hochhausen (27)
- Hörleinsödt (139)
- Lichtenau im Mühlkreis (55)
- Oedt (115)
- Unterurasch (64)

### Nachbargemeinden
| St. Oswald bei Haslach |                                             | Přední Výtoň      |
| Rohrbach-Berg          | Kompassrose, die auf Nachbargemeinden zeigt |                   |
| Haslach an der Mühl    |                                             | St. Stefan-Afiesl |

## Geschichte
Ursprünglich im Ostteil des Herzogtums Bayern liegend, gehörte der Ort seit dem 12. Jahrhundert zum Herzogtum Österreich. Seit 1490 wird er dem Fürstentum Österreich ob der Enns zugerechnet.
Während der Napoleonischen Kriege war der Ort mehrfach besetzt.
Seit 1918 gehört der Ort zum Bundesland Oberösterreich. Nach dem Anschluss Österreichs an das Deutsche Reich am 13. März 1938 gehörte der Ort zum Gau Oberdonau. Nach 1945 erfolgte die Wiederherstellung Oberösterreichs.

### Einwohnerentwicklung
1991 hatte die Gemeinde laut Volkszählung 577 Einwohner, 2001 dann 569 Einwohner. Da in den zehn Jahren bis 2011 sowohl die Geburtenbilanz als auch die Wanderungsbilanz negativ waren, nahm die Bevölkerungszahl auf 518 im Jahr 2011 ab.

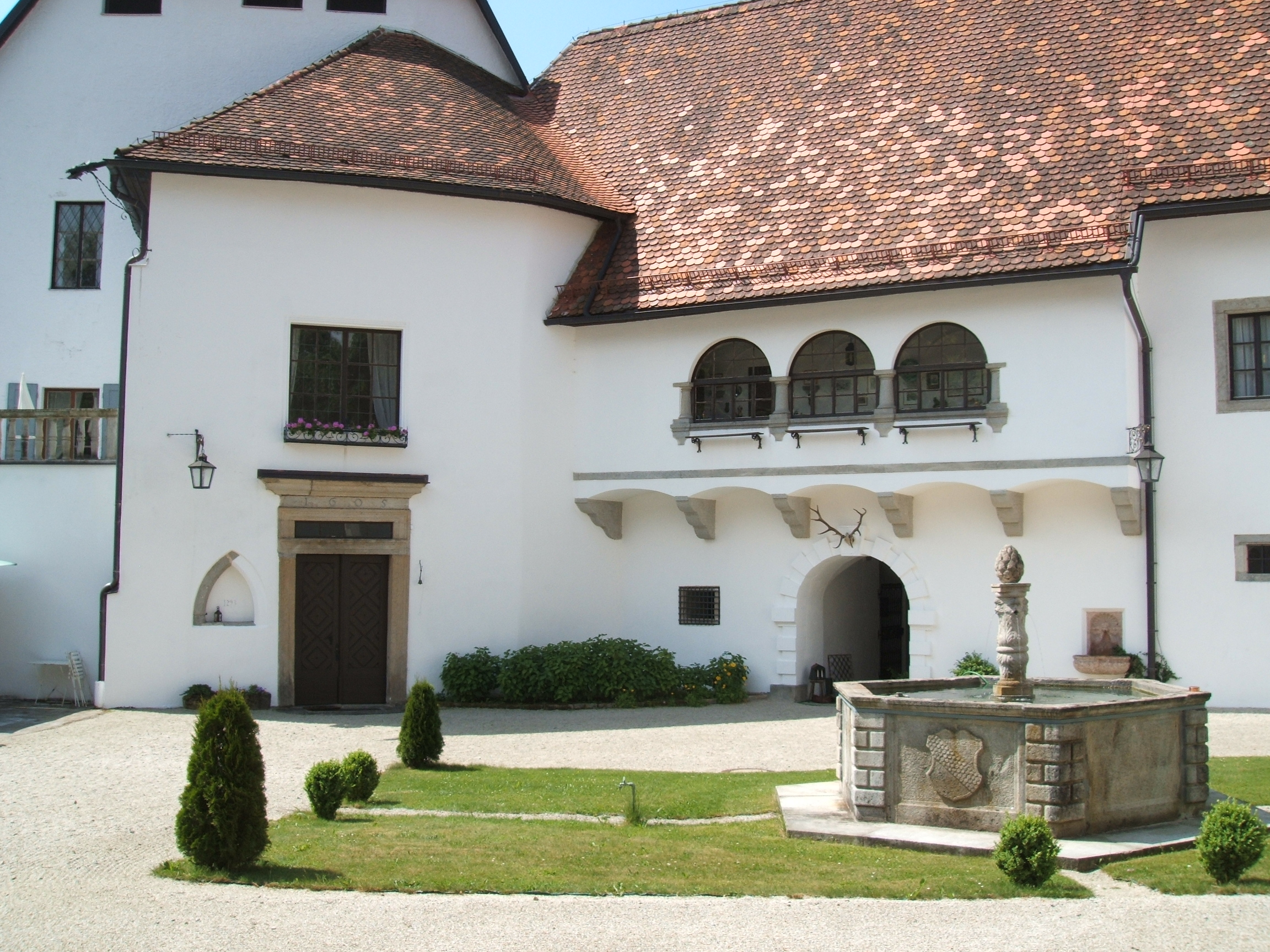
Schloss Lichtenau

## Kultur und Sehenswürdigkeiten

### Bauwerke
- Schloss Lichtenau: Eine Schlossanlage im Ortsteil Lichtenau. Eine Burg wurde zu Beginn des 13. Jahrhunderts erbaut, im 17. Jahrhundert in ein Schloss umgebaut und brannte im Zweiten Weltkrieg nieder. Seit 1965 wird das Schloss wieder aufgebaut und befindet sich heute in Privatbesitz.

## Wirtschaft und Infrastruktur
Lichtenau im Mühlkreis ist eine landwirtschaftlich geprägte Gemeinde. Im Jahr 2010 wurden 16 der 39 landwirtschaftlichen Betriebe im Haupterwerb geführt. Sie bewirtschafteten mehr als siebzig Prozent der Flächen. Von den 59 Arbeitsplätzen in der Gemeinde entfielen 35 auf die Landwirtschaft, zehn auf den Produktionssektor und 14 auf den Dienstleistungssektor (Stand 2011). In diesem Jahr lebten 281 Erwerbstätige in Lichtenau, 46 arbeiteten in der Gemeinde, mehr als achtzig Prozent pendelten aus.

## Politik

### Gemeinderat
In den Gemeinderat werden 13 Mandatare gewählt:
| Partei | 2021    | 2021    | 2015    | 2015    | 2009  | 2009    | 2003  | 2003    | 1997  | 1997    |
| Partei | Prozent | Mandate | Prozent | Mandate | %     | Mandate | %     | Mandate | %     | Mandate |
| ------ | ------- | ------- | ------- | ------- | ----- | ------- | ----- | ------- | ----- | ------- |
| ÖVP    | 59,52   | 8       | 62,23   | 8       | 71,03 | 9       | 66,67 | 9       | 68,59 | 9       |
| SPÖ    | 40,48   | 5       | 37,77   | 5       | 28,97 | 4       | 28,33 | 4       | 21,61 | 3       |
| FPÖ    |         |         |         |         |       |         | 5,00  | 0       | 9,80  | 1       |

### Bürgermeister
Bürgermeister von Lichtenau im Mühlkreis ist Albrecht Neidhart.

### Wappen
Offizielle Beschreibung des Gemeindewappens: In Blau ein silberner Schrägbalken, begleitet von zwei silbernen, sechsstrahligen Sternen. Die Gemeindefarben sind Blau-Weiß-Blau.

## Persönlichkeiten

### Söhne und Töchter der Gemeinde
- Hugo Gumpenberger (1865–1941), Bauer und Politiker
- Franz Gumpenberger (* 1943), Jurist, Moderator und Heimatforscher